# Веди
Ведите (множествено число от Веда; на санскрит: वेद – знание, от същия индоевропейски корен, от който произлиза славянското ведение, неведение) са четири индуистки текста – Риг Веда, Сама Веда, Яджур Веда и Атхарва Веда, смятани за основните писмени паметници на индуизма.

## Датировка и произход
Съществуват различни възгледи относно датировката на ведите. Повечето историци смятат, че те са създадени между 1800 и 1200 г. пр.н.е. Известният руски индолог Григорий Бонгард-Левин, например, с помощта на сравнителния лингвистичен метод, датира Риг Веда в края на 2 – първата половина на 1 хилядолетие пр.н.е. Отделните части на най-старата и най-значимата веда – Риг Ведата са с различни автори и датират от различни периоди.
Сред последователите на различни, базирани на индуисткото наследство, традиции мнозина вярват, че Ведите са най-старите текстове на света.
В традицията на индуизма (наричана във Ведите Санатана Дхарма), тези свещени текстове са разглеждани като откровение. Смята се, че те са разкрити на ведическите мъдреци и не са написани от тях. Школите на Ведическата философия Веданта и Миманса определят ведите като апаурушея – „без автор“, в смисъл, че не са създадени от човешко същество, а са вечни по природа. В Упанишадите се казва, че те са „диханието на Абсолютната Истина“. Ведическата традиция приема Ведите за най-висш авторитет.

## Структура
Всяка една от ведите съдържа:
- Самхита – химни и молитви.
- Брахмана – трактат, кореспондиращ с дадената самхита, съдържащ правилата за извършване на жертвоприношенията и ритуалите.
- Араняка – текстове, в допълнение на брахманите, които предлагат различни обяснения на ритуалите.
- Упанишади – текстове, описващи пътя на познанието, разкриващи знанието за Абсолютната Истина.

### Основни и допълнителни текстове
Общоприето е разбирането, че ведите (самхитите, брахманите, араняките и упанишадите) са основните ведически произведения. Те са наричани още шрути (буквално: „това, което е чуто от Бога“). Шрути е част от устната традиция на Сампрадая – древната последователност от учители и ученици.
Текстове, като Пураните, Бхагавад гита и Махабхарата са смятани за допълнителни. Те са наричани смрити. Според Мадхвачаря (1238 – 1317), един от основните учители (ачарии) на ведическата философия, Бхагавад гита, Пураните, Махабхарата и Панчаратра също са ведически произведения. За да бъде прието за ведическо, дадено произведение трябва да не противоречи на останалите ведически поризведения и да достига до същото заключение (сиддханта). Така, всички произведения, принадлежащи към шрути и смрити традицията се приемат за ведически.

## Четирите Веди

### Риг Веда
Риг Веда (Веда на стиховете) е най-древната и най-важната от четирите Веди. В сегашния си вид тя съдържа 1028 химна, организирани в десет книги, наречени мандали. Размерът им варира, а единствено първата и десетата са приблизително еднакви по обем. Отделните части са с различни автори и датират от различни периоди, докато фактическата им възраст е неясна. Повечето изследователи датират Риг Веда във второто хилядолетие преди новата ера, но има и много по-ранни датировки. Независимо от точната ѝ възраст, тя е сред най-древните текстове в света.

### Сама Веда
Сама Веда (Веда на песнопенията) се състои от 1549 станси (строфи), в голямата си част (с изключение на 78) взети от Риг Веда. Сама Веда служи за помагало на свещеници, участващи в жертвоприношението сома. Самата подредба и употреба на стиховете е изцяло зависима от самия ритуал.
Химните на Сама Веда се пеят с точно определени мелодии.

### Яджур Веда
Яджур Веда (Веда на жертвените молитви) се състои също основно от стихове, заимствани от Риг Веда. За разлика от Сама Веда, тя е приложима към жертвения ритуал като цяло, а не само по отношение на жертвоприношението сома.

### Атхарва Веда
Атхарва Веда (Веда на жреците) се различава от другите веди в това, че не е изцяло религиозна по своя характер и няма връзка с жертвоприношението сома. Тя се състои основно от заклинания за зло и благословии, както и такива срещу враговете, демоните и магьосниците или донасящи полза и вдъхновяващи любовта и щастливия семеен живот. Атхарва Веда съдържа и текстове, призоваващи здраве и дълголетие, покровителство при пътуване, дори и успех при игра на хазарт.

## Упаведи
Упаведите се основават и произлизат от Ведите.
Основните Упаведи са:
1. Аюр Веда
2. Дханур Веда – бойни изкуства
3. Стхапатя Веда – архитектура, скулптура и геометрия, основно ползвана при строеж на храмове.
4. Гандхарва Веда – музика, поезия и танци

Смята се, че и други области, такива като Джотиша (астрология), Шикха и Вякарана (граматика и произношение) и Тантра (на основата на Пураните), са също свързани с Ведите.